# Gasthaus zum Schwanen

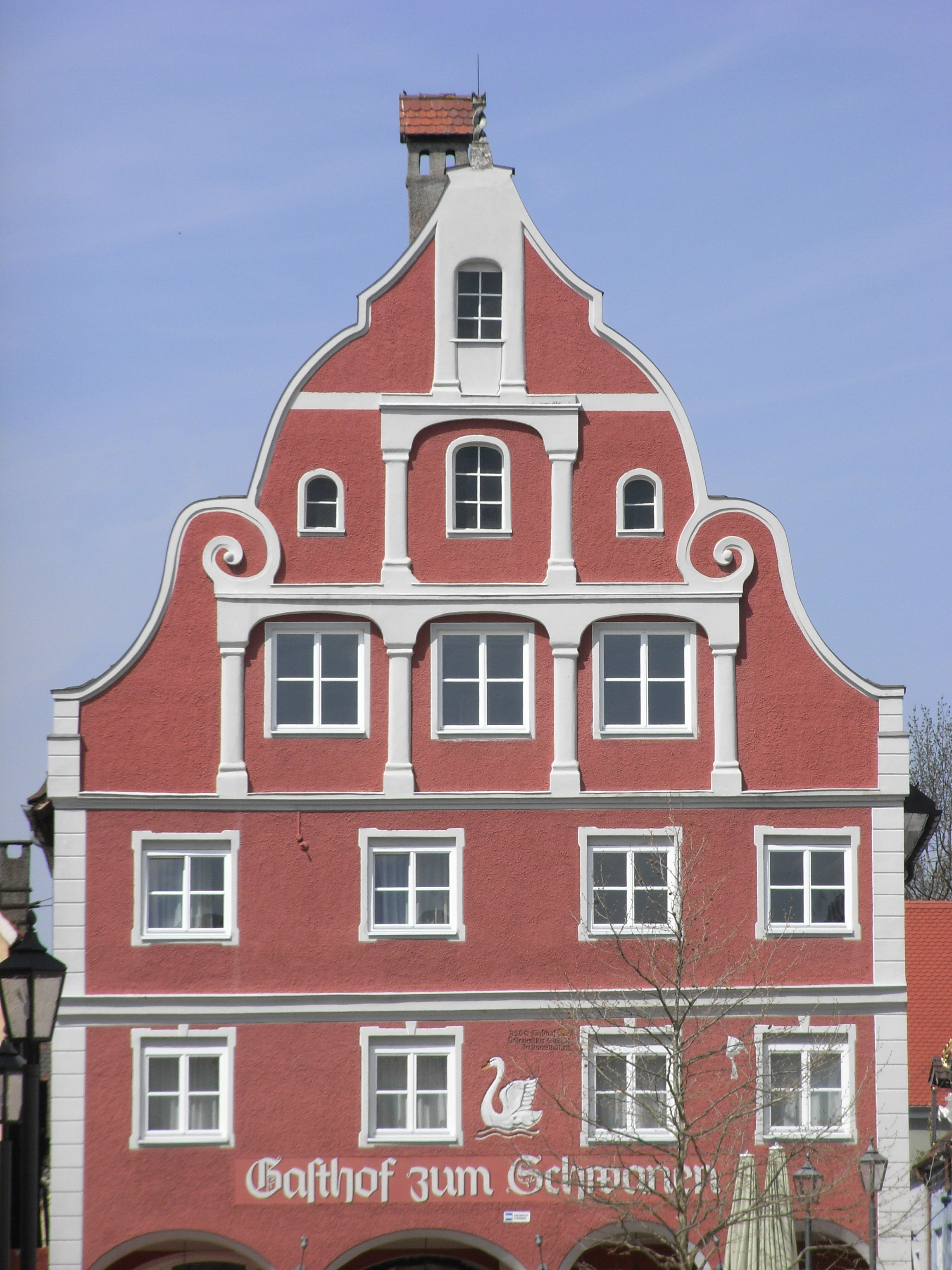
Gasthaus zum Schwanen (Südseite)

Das Gasthaus zum Schwanen ist ein unter Denkmalschutz stehendes Gebäude in der oberschwäbischen Stadt Memmingen in Bayern. 

## Lage
Das Gasthaus steht in der ehemaligen Stauferstadt in der Kalchstraße mit der Hausnummer 27. Dort endet die Salzstraße mit dem Großen Salzstadel. Durch die schmale Gasse In der Kappel getrennt, befindet sich östlich davon die profanierte Dreikönigskapelle.

## Geschichte
Das aus dem 16. Jahrhundert stammende Gasthaus zum Schwanen hieß früher Zur Krone und war das erste Gasthaus der Reichsstadt. Bis zum 18. Jahrhundert hatten dort viele hohe Herren ihre Herberge, darunter 1626 der Graf von Mansfeld, 1714 Prinz Eugen von Savoyen und 1743 Prinz Karl von Lothringen.  Im Jahre 1634 wurde dort die erste Poststation der Stadt eingerichtet. Die heutige Arkadengliederung wurde wohl bei einer Modernisierung des Hauses im Jahre 1711 gewählt. Aus der ersten Hälfte des 18. Jahrhunderts stammt ein Treppengeländer mit Eichenholzbalustern. Im Erdgeschoss befindet sich die Gaststätte, in den oberen Geschossen sind Gästezimmer eingerichtet.

## Baubeschreibung

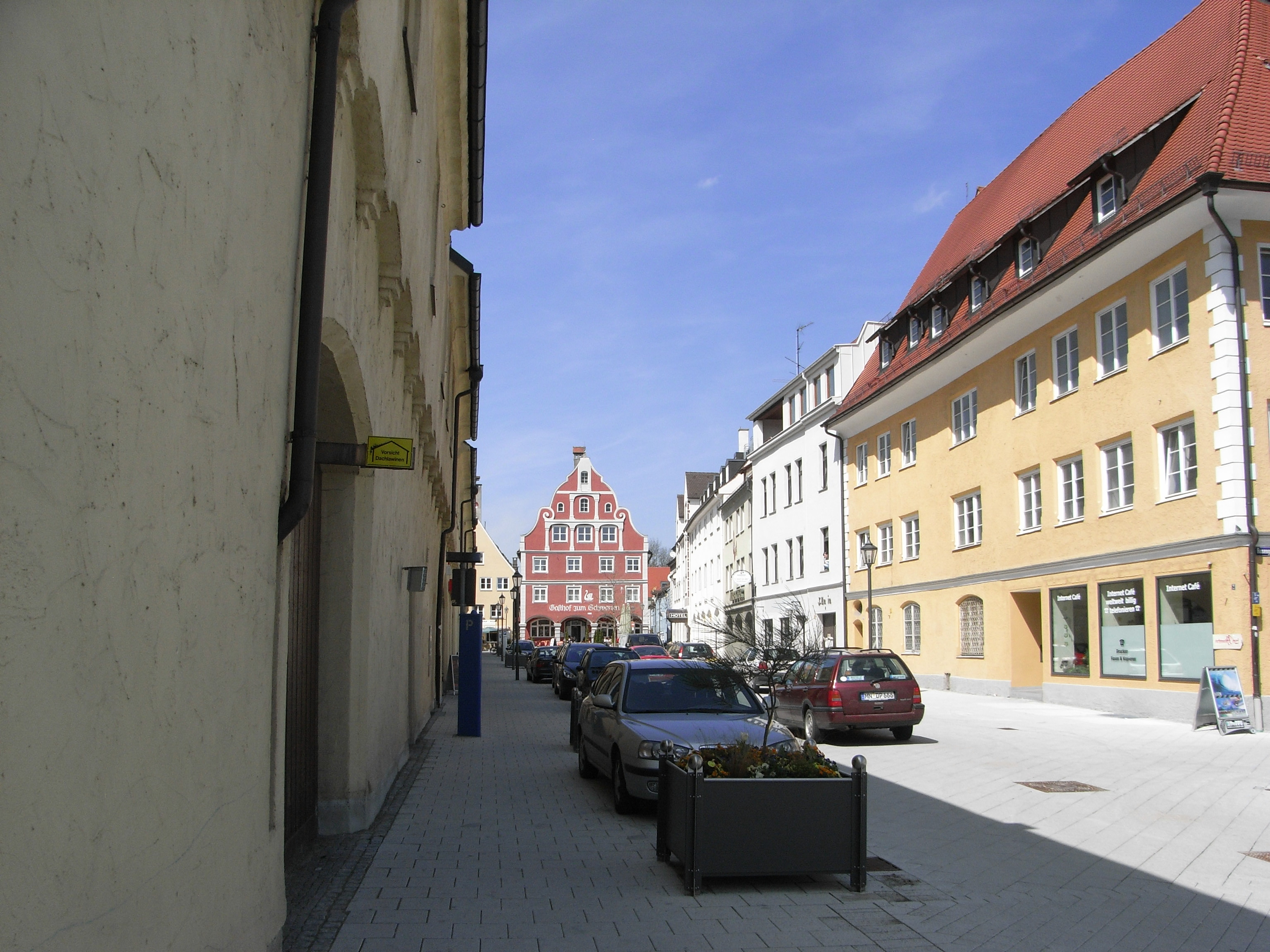
Salzstraße, an deren Ende das Gasthaus

Der Gasthof zum Schwanen ist ein dreigeschossiges Giebelhaus mit einem ebenfalls dreigeschossigen Rückgebäude und einem Hof. An der Schauseite befinden sich vier Arkaden mit erneuerten Pfeilern. Der Giebel ist mit einer korbbogigen Arkadengliederung verblendet, die Schweifung ist mit Voluten versehen. Eine steinerne Krone schließt den Giebel ab. Im Erdgeschoss befinden sich der große Gastraum, die Küche und ein weiterer großer Saal. Im ersten Stock sind Reste eines ehemaligen Saales mit einer Holzdecke vorhanden. Im Dachgeschoss ist der ehemalige Tanzsaal durch moderne Zwischenwände geteilt. Die mit Rankenwerk stuckierte Decke stammt wohl von der Modernisierung von 1711. Im zweiten Geschoss des rückwärtigen Gebäudeteils tragen Decken schlichte Stuckrahmen.